# پیتر ورشیگورا
پیتر ورشیگورا (روسی: Пётр Петро́вич Верши́гора؛ ۳ مهٔ ۱۹۰۵ – ۲۳ مارس ۱۹۶۳) نویسنده اهل اتحاد جماهیر شوروی سوسیالیستی بود.
وی همچنین برندهٔ جوایزی همچون نشان لنین، قهرمان اتحاد شوروی، و نشان پرچم سرخ شده‌است.